# Calodexia fulvibasis
Calodexia fulvibasis är en tvåvingeart som beskrevs av Charles Howard Curran 1934. Calodexia fulvibasis ingår i släktet Calodexia och familjen parasitflugor.
Artens utbredningsområde är Peru. Inga underarter finns listade.